# Lonchitis
Lonchitis är ett släkte av ormbunkar. Lonchitis ingår i familjen Lonchitidaceae.
Lonchitis är enda släktet i familjen Lonchitidaceae.
Kladogram enligt Catalogue of Life:
| Lonchitis | \| \| Lonchitis coriacea \| \| \| \| \| \| Lonchitis hirsuta \| \| \| \| \| \| Lonchitis occidentalis \| \| \| \| \| \| Lonchitis zahlbruckneri \| \| \| \| |
|           | \| \| Lonchitis coriacea \| \| \| \| \| \| Lonchitis hirsuta \| \| \| \| \| \| Lonchitis occidentalis \| \| \| \| \| \| Lonchitis zahlbruckneri \| \| \| \| |
|           | Lonchitis coriacea |
|           | |
|           | Lonchitis hirsuta |
|           | |
|           | Lonchitis occidentalis |
|           | |
|           | Lonchitis zahlbruckneri |
|           | |